# Blanda
Die Blanda ist ein Gletscherfluss im Norden Islands.

## Wichtigste Daten
Blanda hat eine Länge von über 125 km und gehört damit zu den längsten Flüssen von Island. Die durchschnittliche Wassermenge des Flusses liegt bei 60 m³/s. Im Sommer beträgt die Wassermenge 40–90 m³/s, im Winter 20–30 m³/s. Die größte gemessene Wassermenge betrug im Blöndudalur 550 m³/s.

## Verlauf
Der Fluss entspringt in vielen kleinen Bächen an der Eiskappe Hofsjökull auf dem isländischen Hochland. Nördlich davon befindet sich die Gletscherzunge Blöndujökull.
Er durchquert den Stausee Blöndulón. Schließlich tritt er im Bezirk Húnavatnssýsla wieder in bebautes Gebiet ein, ergießt sich durch eine Schlucht, Blöndugil, und mündet beim nach ihm benannten Ort Blönduós (isl. Mündung der Blanda) in die Bucht Húnaflói, genauer gesagt in den Húnafjörður, einen Teil des Nordpolarmeers.

## Kraftwerk und Stausee
Die Blanda wird noch im Bereich des Hochlandes im Blöndulón aufgestaut, wobei das Wasser zur Elektrizitätsgewinnung im seit 1991 bestehenden und einige Kilometer flussabwärts liegenden Blanda-Kraftwerk genutzt wird.

## Verkehr
Zahlreiche bekannte Furten befinden sich im Fluss, die heutzutage vor allem beim Einfangen der Schafe im Herbst genutzt werden.
Über lange Stecken folgt dem Fluss der nördliche Teil der Kjölur-Hochlandpiste. Bei Blönduós überquert ihn der Hringvegur auf einer Brücke.

## Lachsfischerei
Blanda gilt als einer der besten Lachsflüsse im Lande. Entsprechend groß ist auch die Nachfrage. Im Jahr 2010 wurden laut der Vereinigung der Angelrechtebesitzer 2.777 Lachse im Fluss gefangen.
Es fehlen nur noch wenige Zentimeter bis der Stausse Blöndulón überläuft.(Stand 20. Mai 2025)
Dadurch verschlechtern sich die Lachs- und Forellen-Angelbedingungen.
Der Stausse ist zuletzt in den Jahren 2003 und 2004 übergelaufen.

## Naturgeschützte Insel im Fluss: Hrútey
Kurz vor Blönduós befindet sich im Fluss die kleine Insel Hrútey – – das ist die „Insel des Widders“ –, die seit 1975 unter Naturschutz steht. Die 11 ha große Insel weist vor allem einen dichten Birkenbewuchs auf, ist der Nistplatz zahlreicher Vogelarten. Im Sommer findet man hier viele verschiedene Arten von Gänsen. Von Ende April bis Ende Juni ist der Zugang wegen der Brutzeit gesperrt.
Seit 1943 hat man sich um die Wiederaufforstung der Insel bemüht, sie steht unter der Ägide des Skógræktarfélags Austur-Húnvetningar und wurde 2004 der Öffentlichkeit unter dem Siegel Opinn skógur („Offener Wald“) mit Hilfe einer Fußgängerbrücke über die Blanda zugänglich gemacht.